# Dębowa Karczma (Ukraina)
Dębowa Karczma (ukr. Дубова Корчма) – wieś na Ukrainie, w obwodzie wołyńskim, w rejonie łuckim, w hromadzie Horodyszcze. W 2001 liczyła 182 mieszkańców, wśród których 180 wskazało jako ojczysty język ukraiński, a 2 rosyjski.
W okresie międzywojennym wieś znajdowała się w granicach II RP, wchodząc w skład gminy Czaruków w powiecie łuckim, w województwie wołyńskim.
Do 2020 w rejonie horochowskim. 
W miejscowości jest przystanek kolejowy Dębowa Karczma (Ukraina).